# Asparagus acutifolius
Asparagus acutifolius es una especie de planta fanerógama de la familia Asparagaceae, anteriormente clasificada en la familia Liliaceae.

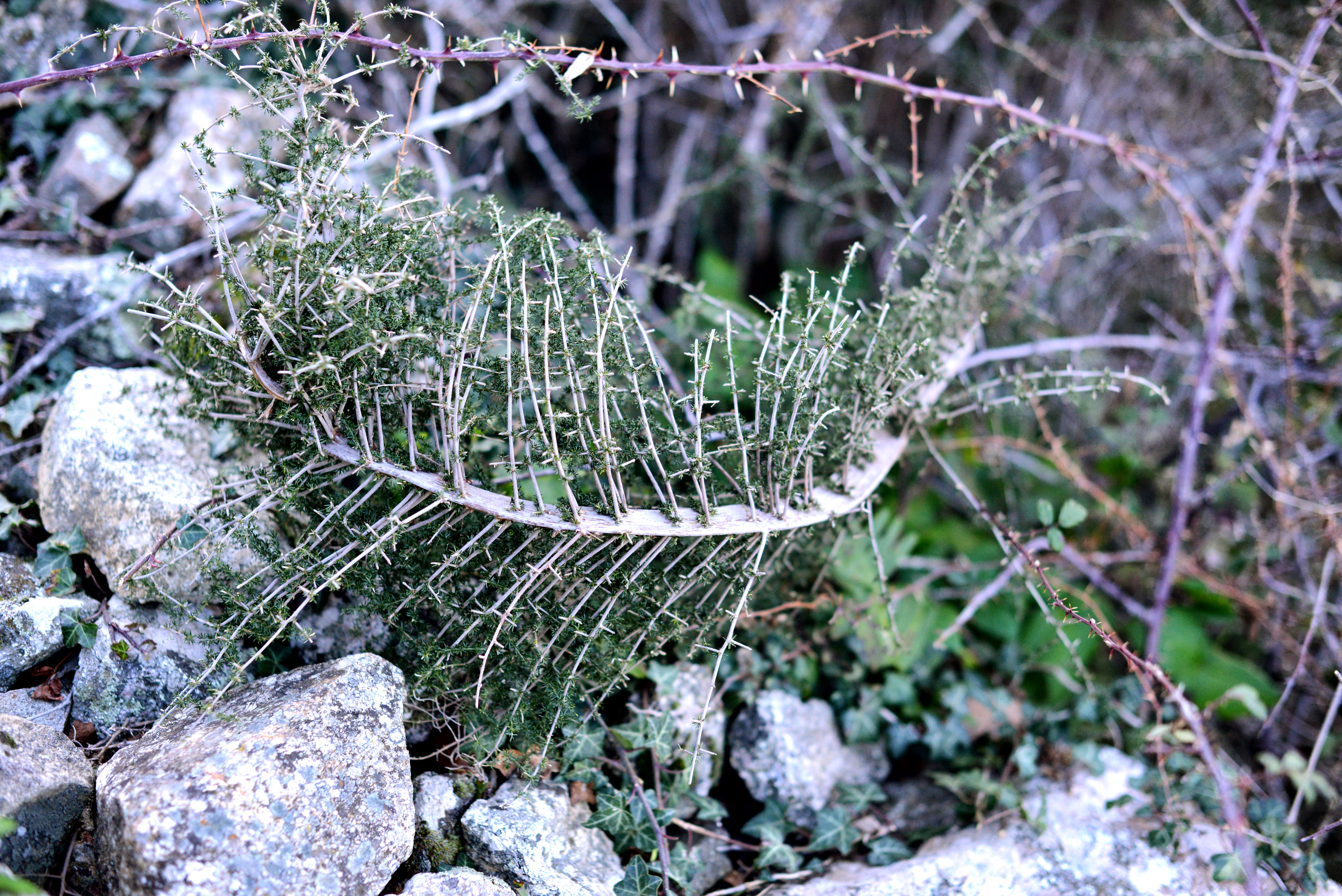
Vista de la planta

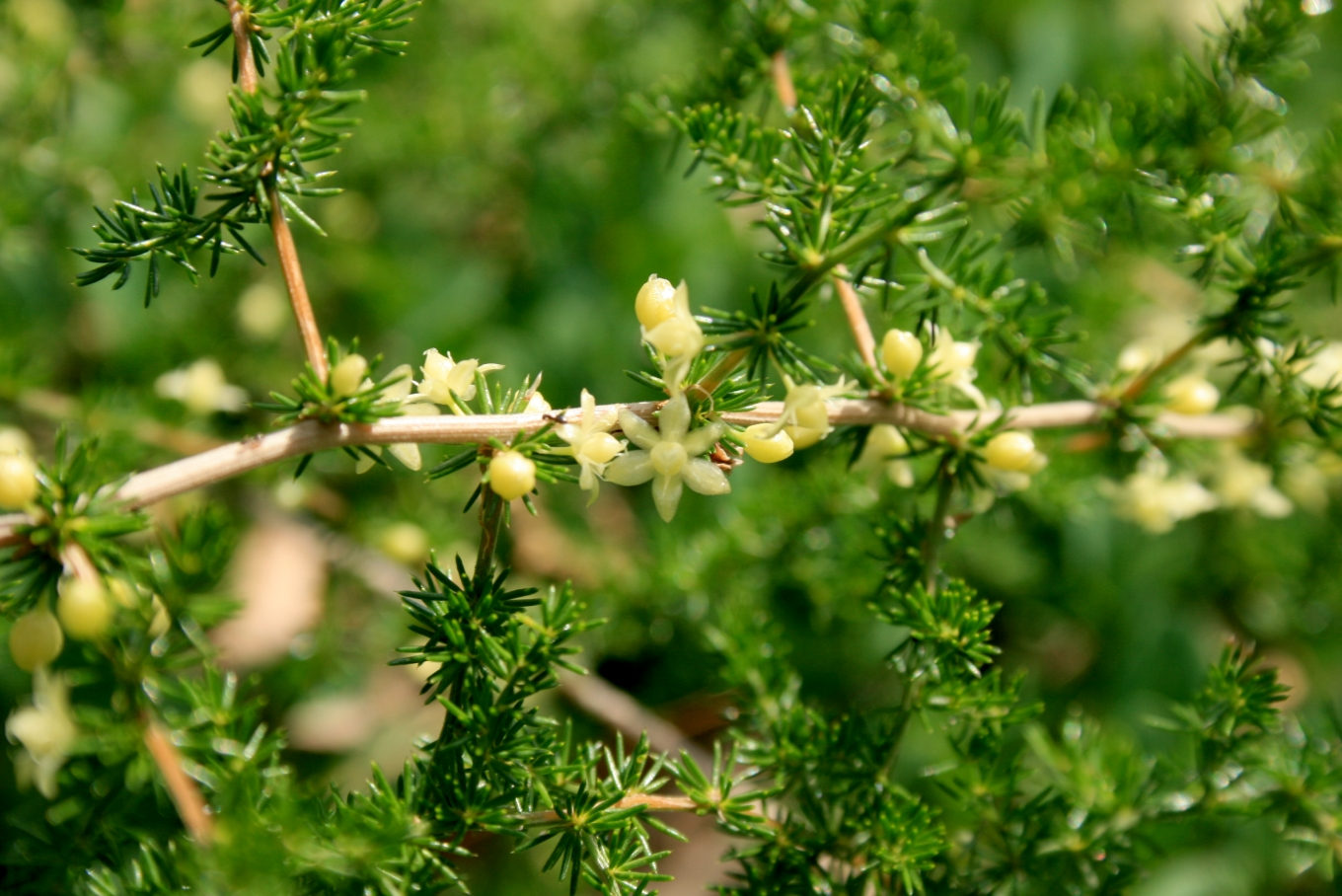
Planta con flores de Asparagus acutifolius

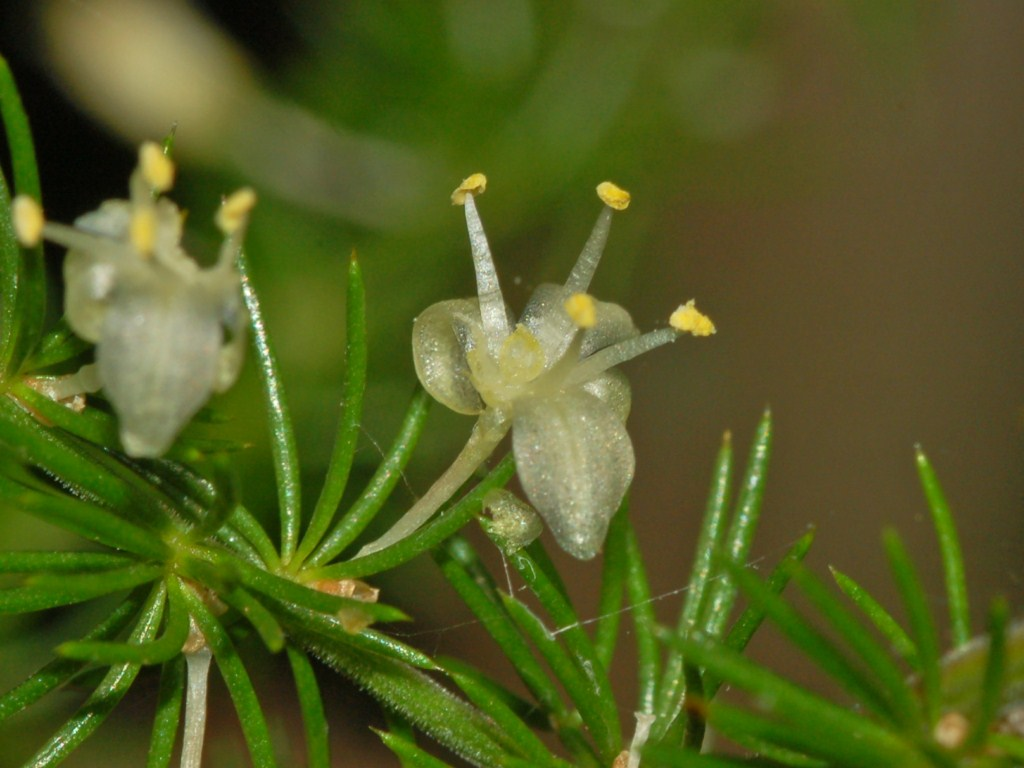
Detalle de la flor

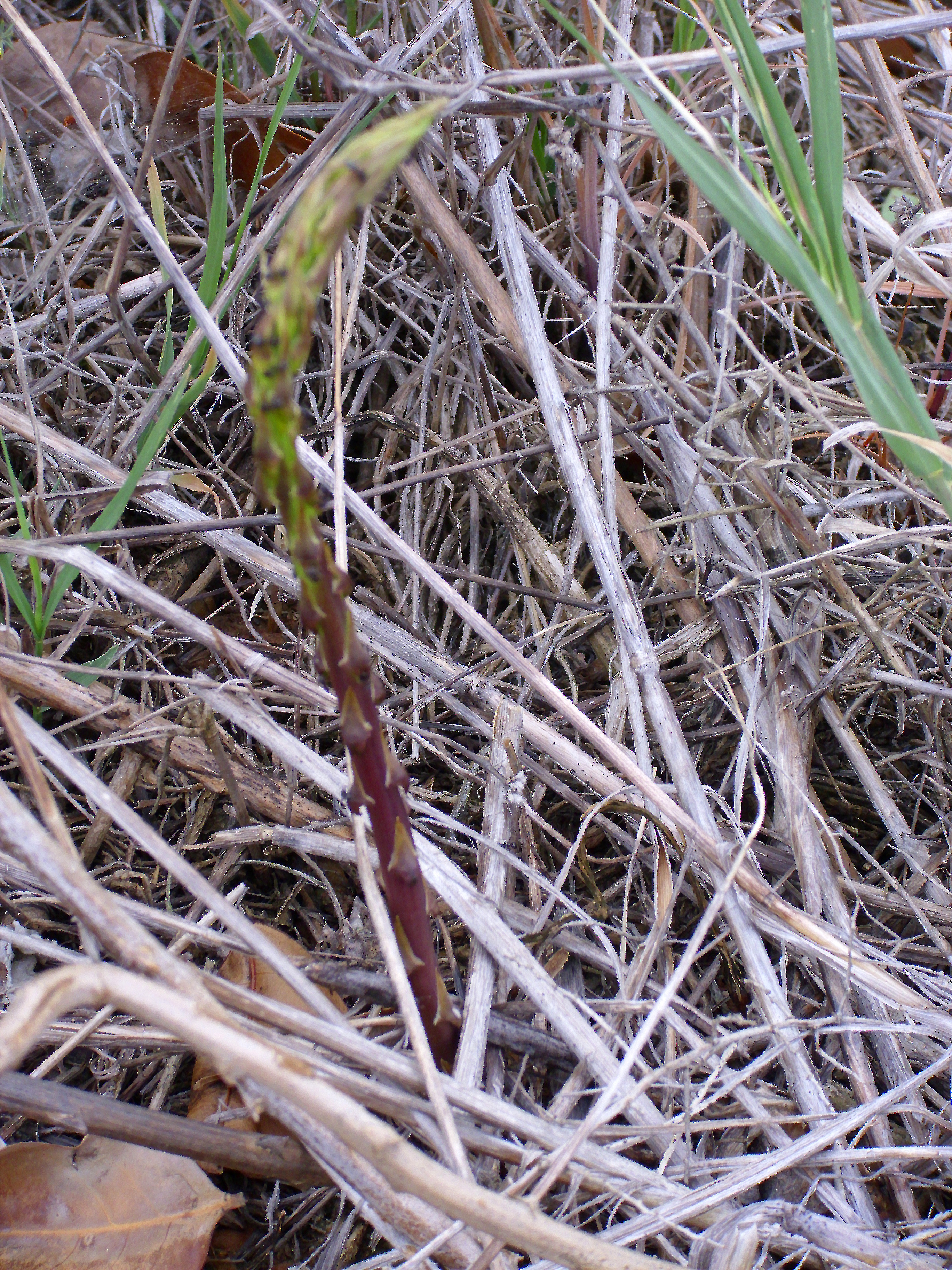
En su hábitat

## Distribución
Se encuentra distribuida por toda la cuenca mediterránea. En Francia se localiza en el sur del país; En España por casi toda la península (excepto en algunas zonas atlánticas) y las islas Baleares; en Italia y Grecia también es bastante común.

## Descripción
Es una planta vivaz, perenne. Se puede encontrar en caminos espontáneamente, en suelos secos y soleados. Y en los retoños nuevos o espárragos se puede encontrar gran cantidad de asparagina.
Esta esparraguera se diferencia de las otras por la gran cantidad de pequeños cladodios de color verde oscuro que cubren casi toda la planta; es frecuente que tenga el porte de una pequeña liana. Vive en lugares más frescos y sombríos, pero es muy posible que coincida con otras especies de esparragueras en los mismos lugares. Florece al final del verano.

## Historia
El espárrago se usa desde tiempos lejanos como una verdura y para la medicina, debido a su sabor delicado y sus propiedades diuréticas.  Existe una receta para la cocción de los espárragos en el libro más antiguo de recetas que existe, De re coquinaria, Libro III de Apicius. Fueron cultivados por los antiguos egipcios, los griegos y los romanos, los cuales los comieron frescos de temporada y secaban el fruto para su uso en invierno. El espárrago perdió su popularidad durante La Edad Media, pero resurgió durante el siglo XVII.

## Usos
Antiguamente se utilizaba como diurético.
Ya lo conocían los egipcios y se sospecha que fueron los romanos los que la introdujeron en la Península ibérica.
Se utiliza como alimento los tallos o retoños nuevos, hasta su parte leñosa. Estos tallos llamados turiones nacen del rizoma basal y cuando tienen sus hojas y espinas aún tiernas constituyen un plato exquisito en determinadas mesas. Son amargos, aunque no en exceso y se suelen asar o comer en tortilla, siempre dependiente de la gastronomía que reina en el lugar.
El espárrago es bajo en calorías, no contiene nada de grasa ni colesterol, y tiene un contenido muy bajo en sal. Es una fuente rica de ácido fólico, potasio, fibra natural y rutina.  El nombre del ácido amino asparraguina se deriva de la palabra  “Asparagus”, ya que la planta del espárrago es rica en este compuesto.
Se preparan y se sirven los brotes de varias maneras por el mundo.  En la cocina asiática, a menudo se preparan los espárragos por el método de freír lentamente dando muchas vueltas al sartén “stir-fry”. Los restaurantes cantonenses en los EE. UU. a menudo sirven los espárragos preparados por el método anteriormente mencionado, acompañados de pollo, gambas o ternera. También los sirven envueltos de lonchas de tocino. Se pueden preparar rápidamente a la plancha o a la parrilla sobre brasa de carbón natural o de leña. También se usan como ingrediente en sopas y estofados. Al estilo francés, a menudo se hierven o se cuecen al vapor y se sirven con una salsa neerlandesa, con mantequilla fundida o con aceite de oliva,  con queso parmesano o con mayonesa. Pueden usarse incluso como un postre.  Hay ollas especialmente diseñados para poder cocerlos al vapor, manteniendo las yemas fuera del agua.
Se pueden hacer encurtidos con los espárragos, y se aguantan durante varios años.  Algunas marcas los etiquetan “marinados”, lo cual significa lo mismo.
La parte inferior del espárrago a menudo lleva arena, por tanto hay que lavarlo bien para su cocción.

### Medicinal
Las rizomas y la raíz del espárrago se usan en etnos-medicina para tratar infecciones de orina además de infecciones de piedras en el riñón y la vejiga.  También se cree que los espárragos tienen propiedades afrodisíacas (esta creencia se debe en parte a la forma fálica de los tallos).

## Visita
El Real Jardín Botánico de Madrid cuenta con un ejemplar de Asparagus acutifolius.

Las fotografías están tomadas en: (UTM) X: 442699.66 Y: 4451485.86
Huso: 30. (Camino entre Pinto y Valdemoro al lado de la vía ferroviaria)

## Taxonomía
Asparagus acutifolius fue descrita por Carlos Linneo y publicado en Sp. Pl. 314 1753.
Etimología
Ver: Asparagus
acutifolius: epíteto que hace referencia a la forma de las hojas; acuta, procede del latín "afilado, puntiagudo" y folia de "hoja".
Sinonimia
- Asparagus aetnensis Tornab.
- Asparagus ambiguus De Not.
- Asparagus brevifolius Tornab.
- Asparagus commutatus Ten.
- Asparagus corrudav Scop.
- Asparagus inarimensis Tornab.[3]

## Nombres vernáculos
- Castellano: asparago triguero, brusca, corruda, esparragera, espárrago, espárrago de tierra, espárrago triguero, esparraguera, esparraguera blanca, esparraguera borde, esparraguera de espárragos trigueros, esparraguera de tierra, esparraguera fina, esparraguera salvaje, esparraguera silvestre, esparraguera triguera, esparraguera triquera, espárrago, espárrago amarguero, espárrago castellano, espárrago corriente, espárrago de gato, espárrago de monte, espárrago de peñas, espárrago de pincho, espárrago derecho, espárrago de trigo, espárrago negrillo, espárragos, espárrago salvaje, espárragos del campo, espárragos de pincho, espárragos finos, espárrago silvestre, espárragos trigueros, espárrago triguero, espárrago triguero espinoso, espárraguera borde, Maria, triguera, triguero.[4]